# Чернин, Артур Давидович
Арту́р Дави́дович Черни́н (5 декабря 1939, Пятигорск — 11 января 2021, Москва) — советский и российский астроном, астрофизик-теоретик, доктор физико-математических наук, профессор.

## Биография
Родился 5 декабря 1939 года в Пятигорске Орджоникидзевского края.
В 1963 году окончил физико-механический факультет Ленинградского политехнического института. Кандидат физико-математических наук (1969), доктор физико-математических наук (1979). В 1963—1982 годах работал в Ленинградском физико-техническом институте им. А. Ф. Иоффе. В 1982—1989 годах — профессор Ленинградского государственного педагогического института им. А. И. Герцена, с 1989 года — профессор Московского государственного университета им. М. В. Ломоносова, ведущий научный сотрудник Государственного астрономического института имени П. К. Штернберга, с 2005 года — главный научный сотрудник.
Умер 11 января 2021 года в Москве.

## Научная деятельность
Астрофизик-теоретик. Дипломную работу, а затем кандидатскую диссертацию по астрофизике «К теории эволюции метагалактической среды» выполнил под руководством Л. Э. Гуревича. В 1979 году в Пулковской обсерватории защитил докторскую диссертацию «Ранние стадии эволюции крупномасштабной метагалактической структуры». В 1965 году нашёл точные решения уравнения изотропной космологии для смеси реликтового излучения и нерелятивистского вещества. В 1970 году предложил теорию формирования вращающихся галактик в сверхзвуковых течениях космической среды. В 1983—2003 годах (с соавторами) получил набор точных нелинейных аналитических решений в теории образования галактик и их систем. В 2000 году построил гидродинамическую теорию возникновения «ломаных» спиральных рукавов галактик. В 1968 году выдвинул и после открытия тёмной энергии разработал в 2002—2008 годах представление о внутренней симметрии космологических энергий. В 2000 году обнаружил локальные динамические эффекты тёмной энергии. В 2000—2021 годах продолжал их наблюдательное и теоретическое изучение совместно с астрономами САО РАН, ИКИ РАН, ГАИШ МГУ, Университета Турку (Финляндия).
Под научным руководством А. Д. Чернина защищены 1 докторская и 7 кандидатских диссертаций.
По данным ADS, А. Д. Чернин опубликовал 242 статьи в реферируемых журналах (индекс Хирша: 22). Автор 12 книг, в том числе монографии о физике и астрономии тёмной энергии: «Paths to Dark Energy» by G. Byrd, A. Chernin et al. (De Gruyter, Berlin/Boston, 2012).
Член МАС (1990), Европейского астрономического общества, Евразийского астрономического общества. Лауреат Ломоносовской премии МГУ (1996), совместно с А. В. Засовым и Ю. Н. Ефремовым.

## Награды
- Премия Международного астрономического общества за достижения в астрономии «Per Aspera Ad Astra» (1995)[8]
- Ломоносовская премия МГУ (1996)[9][10]
- George Gamow Medal (2004)[11]
- Премия РФФИ «За популяризацию фундаментальной науки» (2008)[12]

## Некоторые книги
- Silbergleit A. S., Chernin A. D. Kepler Problem in the Presence of Dark Energy, and the Cosmic Local Flow (англ.). — VDI-PLATZ 1, DUSSELDORF, GERMANY, D-40468: SPRINGER-V D I VERLAG GMBH & CO KG, 2019. — 90 p.
- Чернин А. Д. Звёзды и физика. — 4-е / 3-е / 2-е / 1-е издания. — М.: URSS / COMKNIGA / URSS / Наука, 2017 / 2012 / 2004 / 1984. — 180 / 176 / 230 / 180 с.
- Чернин А. Д. Физика времени. — 3-е / 2-е / 1-е издания. — М.: URSS / Терра / Наука, 2015 / 2008 / 1987. — 229 / 318 / 220 с.
- Byrd G. G., Chernin A. D., Teerikorpi P., Valtonen M. J. Paths to Dark Energy: Theory and Observation (англ.). — Berlin, New York: De Gruyter, 2012. — 404 p.
- Чернин А. Д. Вращение галактик. — 2-е / 1-е издания. — М.: URSS / Знание, 2012 / 1985. — 102 с.
- Teerikorpi P., Valtonen M., Lehto H., Byrd G., Chernin A. Evolving Universe and the Origin of Life. Lecture notes in physics (англ.). — N.-Y. – London: Springer, 2008.
- Byrd G. G., Chernin A. D., Valtonen M. J. Cosmology: Foundations and Frontiers (англ.). — Moscow: URSS, 2007. — 485 p.
- Гуревич Л. Э., Чернин А. Д. Происхождение галактик и звёзд. — М.: Наука, 1983. — 191 с.
- Гуревич Л. Э., Чернин А. Д. Введение в космогонию. — М.: Наука, 1978. — 383 с.
- Гуревич Л. Э., Чернин А. Д. Общая теория относительности в физической картине мира. — М.: Знание, 1970. — 62 с.